# Ханифа Капиџић Османагић
Ханифа Капиџић-Османагић (Сарајево, 30. новембар. 1935 — Сарајево, 21. септембар 2019) била је босанско-херцеговачка и југословенска књижевна критичарка, историчарка књижевности есејиста, преводилац и чланица Академије наука и умјетности Босне и Херцеговине. Позната је као пионир међу истраживачима рада српских надреалиста.

## Биографија
Ханифа Капиџић-Османагић рођена је 30. новембра 1935. године у Сарајеву, где се и школовала. Дипломирала је и магистрирала на Филозофском факултету у Сарајеву, на Одсеку за романске језике.
По завршетку факултета 1958. године изабрана је за асистента на катедри за француску књижевност. После узастопних избора у звање доцента и ванредног професора 1975. године изабрана је за редовног професора за савремену француску књижевност. У периоду од 1960. до 1963. школске године радила је као лектор српскохрватског језика на Faculte des Lettres Универзитета у Дижону (Француска), гдје је докторирала на тему Le surréalisme serbe et ses rapports avec le surréalisme francais (Српски надреализам и његови односи са француским надреализмом). У току универзитетске каријере Ханифа Капиџић-Османагић обављала је дужности шефа Катедре за француску књижевност, председника Вића Одсека за романистику, као и декана Филозофског факултета у Сарајеву (1973–1975) и проректора Универзитета у Сарајеву (1985–1988).
Током рата у Босни и Херцеговини (1992–1995) наставила је своје универзитетске дужности у опкољеном Сарајеву. На позив француске стране, а уз помоћ француских снага УНПРОФОР-а привремено је изашла из сарајевског обруча и у серији предавања одржаних у Француској, Швајцарској и Шпанији сведочила о ситуацији у граду. Истом приликом одржала је циклус предавања о надреализму Le surréalisme contre le nationalisme (Надреализам против национализма) на престижној École Normale Supérieure rue d’Ulm у Паризу, на којој је у оквиру тромесечних предавања наставила са гостовањем придруженог професора у наредне три године (1995-1997). Године 1997. на Одсеку за славистику универзитета Сорбона одржала је, као ванредни професор, шестомесечну наставу из књижевности бивше Југославије. Сарадњу са француском и повремена гостовања наставила је и у наредним годинама. Редовно је позивана на бројне француске универзитете и високе школе, а њено неуморно деловање у корист учења француског језика дало је несвакидашњи допринос утицају француске културе у Босни и Херцеговини.
Од 1998. Од 2005. године била је главни уредник часописа за књижевну и уметничку критику „Нови Израз”. Од 1997. до 2001. била је председница, а од 2001. до 2005. потпредседница ПЕН Центра Босне и Херцеговине.
Октобра 1995. године Ханифа Капиџић-Османагић изабрана је за дописног члана Академије наука и умјетности Босне и Херцеговине. Приступно предавање одржала је о „Грозданином кикоту” Хамзе Хуме. За редовног члана Одељења хуманистичких наука изабрана је 2005. године.

## Истраживачки рад
Професор Ханифа Капиџић-Османагић бавила се књижевношћу 20. века с продужецима у 21. век, у првом реду француском и компаративном, књижевностима у Босни и Херцеговини и широј регији, као и теоријом књижевности. Континуирано се бавила истраживачким радом у области надреализма, егзистенцијализма, структурализма, постструктурализма, женске књижевности у модернизму и постмодерној књижевности.
Иако се дела српских уметника надреалиста појављују на светским изложбама надреализма, везе, контакти, заједнички рад и међусобни утицаји ипак још нису довољно проучени. Професорка Ханифа Капиџић-Османагић истиче се својим радом као пионир међу истраживачима српских надреалиста и Београдског надреализма, а за њом следе и професорке Миланка Тодић и Јелена Новаковић.

### Као аутор
- Српски надреализам и његови односи са француским надреализмом (Свјетлост, Сарајево, 1966),
- Хрестоматија српског надреализма. Поезија и текстови (Свјетлост, Сарајево, 1970),
- Хрестоматија српског надреализма. Теорија и критика (Свјетлост, Сарајево, 1970),
- Суочења. Од надреализма до структуре, есеји (Свјетлост, Сарајево, 1976),
- Суочења II. Портрети и пригоде (Свјетлост, Сарајево, 1981),
- Суочења III. Ристић — Бегић — Давичо — Крлежа... есеји (Свјетлост, Сарајево, 1986),
- Поезија 1945–1980. Пјесници лирске апстракције (Институт за књижевност – Свјетлост, Сарајево, 1992 - Едиција уништена у рату 1992–1995; друго издање: Грачаница 1999[5]),
- Сарајево, Сарајево... Суочења IV, ратни и поратни есеји (Сарајево 1998),
- У брзаке времена. Суочења V, омнибус (Сарајево, 2003).[7]
- Структурализам. Постструктурализам. Леви Штраус. Барт. Фуко. Дерида. Ј. Кристева. Лакан. Делез. Гуатари и др: текстови у књизи Сувремена тумачења књижевности (Сарајево 2006)
- Огледи о Елен Сиксу. Ка поетици идиоматичке разлике. (Сарајево 2011).[5]

### Као приређивач
- Дјела Мидхата Бегића у 6. књига. Есеј о аутору,
- Марко Ристић, књижевни теоретичар и критичар. Есеј о аутору,
- Марко Ристић, 12 Ц, Накнадни дневник. Есеј о дјелу,
- Васко Попа, Пјесме. Уводни есеј,
- Марко Ристић, Књига поезије. Есеј о аутору и дјелу.[7]

### Као преводилац
- Le surréalisme serbe dans ses rapports avec le surréalisme français, Les belles lettres (Париз, 1968).[7]

Знатан број студија и есеја Ханифе Капиџић-Османагић, објављиваних у књижевној периодици, још није уврштен у засебне књиге.

## Награде и признања
Ханифа Капиџић-Османагић добитница је бројних друштвених и професионалних признања за свој рад:
- Шестоаприлска награда града Сарајева (1978),
- Двадесетседмојулска награда Босне и Херцеговине,
- Награда Издавачког предузећа „Свјетлост” за есеј године (1993)
- Професор емеритус (2005),
- Награда Слобода ИПЦ Сарајево (2007),
- Fund for Free Expression Award USA (2007),
- Орден академских палми (Chevalier des palmes académiques) којом ју је одликовао председник Републике Француске (2007).

Добитница је и бројних универзитетских признања и плакета,